# Уильямс, Билли Ди
Уи́льям Десе́мбер «Би́лли Ди» Уи́льямс-мла́дший (англ. William December «Billy Dee» Williams, Jr.; род. 6 апреля 1937 года, Нью-Йорк) — американский актёр, художник, певец и писатель. Известен исполнением роли Лэндо Калриссиана в киносаге «Звёздные войны».

## Ранние годы
Билли Ди Уильямс родился в Нью-Йорке, сын Лоретты, уроженки Вест-Индии, и Уильяма Десембера Уильямса, дворника из Техаса. У него есть сестра-близнец — Лоретта, названная в честь матери. Уильямс вырос в Гарлеме, где он был воспитан своей бабушкой, пока его родители работали на нескольких работах. Окончил школу Манхэттена.

## Карьера

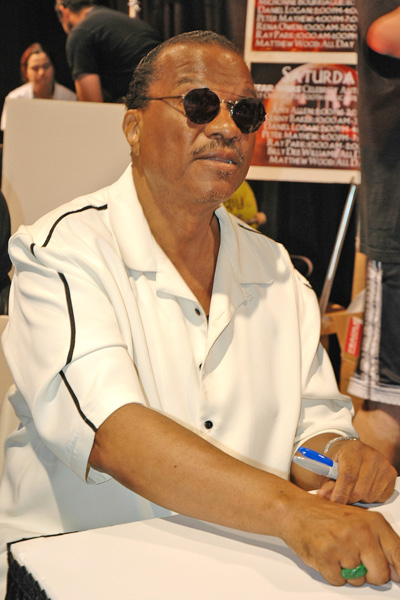
Уильямс в 2005 году

Уильямс впервые появился на Бродвее в 1945 году в фильме «Пламенная Флоренция». Он вернулся на Бродвей как взрослый актёр в 1960 году в постановке «Cool Word». Затем появился во «Вкусе мёда» в 1961 году. В 1972 году играл в фильме «Леди поёт блюз», в 1975 году он выступал в спектакле «У меня есть мечта».
В 1980 году Уильямс сыграл Лэндо Калриссиана в фильме «Звёздные войны. Эпизод V: Империя наносит ответный удар», а в 1983 году сыграл в его продолжении «Звёздные войны. Эпизод VI: Возвращение джедая». В 1980-х годах он также снялся в фильмах: «Ночные ястребы», «Бэтмен», «Город страха» и т. д. Играл самого себя в сериалах «Клиника», «Остаться в живых» и «Американская семейка». Также играл директора Редмонда Бойла в игре «Command & Conquer 3: Tiberium Wars».
Тим Бёртон выбрал Уильямса на роль Харви Дента, так как он хотел включить персонажа Двуликого в фильм «Бэтмен» (1989), но в фильме Бэтмен навсегда (1995) на эту роль выбрали Томми Ли Джонса. Это немного разочаровало Уильямса. Примечательно, что спустя 22 года Уильямс озвучил Двуликого в мультфильме «Лего Фильм: Бэтмен» (2017).
В 2019 году спустя 36 лет вернулся к роли Лэндо Калриссиана в фильме «Звёздные войны: Скайуокер. Восход».

## Избранная фильмография
| Год       |    | Русское название                                        | Оригинальное название            | Роль                   |
| --------- | -- | ------------------------------------------------------- | -------------------------------- | ---------------------- |
| 1966      | с  | Направляющий свет                                       | Guiding Light                    | доктор Джим Филдинг    |
| 1971      | с  | Миссия невыполнима                                      | Mission: Impossible              | Хэнк Бентон            |
| 1972      | ф  | Леди поёт блюз                                          | Lady Sings the Blues             | Луис Маккей            |
| 1975      | ф  | Красное дерево                                          | Mahogany                         | Брайан Уокер           |
| 1977      | тф | Скотт Джоплин                                           | Scott Joplin                     | Скотт Джоплин          |
| 1980      | ф  | Звёздные войны. Эпизод V: Империя наносит ответный удар | The Empire Strikes Back          | Лэндо Калриссиан       |
| 1981      | ф  | Ночные ястребы                                          | Nighthawks                       | Мэттью Фокс            |
| 1983      | ф  | Звёздные войны. Эпизод VI: Возвращение джедая           | Return of the Jedi               | Лэндо Калриссиан       |
| 1984      | ф  | Город страха                                            | Fear City                        | Эл Уилер               |
| 1984—1985 | с  | Династия                                                | Dynasty                          | Брейди Ллойд           |
| 1989      | ф  | Бэтмен                                                  | Batman                           | Харви Дент / Двуликий  |
| 1990      | с  | Умник                                                   | Wiseguy                          | Джесси Хейнс           |
| 1991      | ф  | Сумасшедшая история                                     | Driving Me Crazy                 | Макс                   |
| 2000      | ф  | Дамский угодник                                         | The Ladies Man                   | Лестер                 |
| 2002      | ф  | Тайный брат                                             | Undercover Brother               | генерал Уоррен Ботвелл |
| 2004      | с  | Шоу 70-х                                                | That ’70s Show                   | пастор Дэн             |
| 2006      | с  | Клиника                                                 | Scrubs                           | в роли самого себя     |
| 2006      | ф  | Квартал ужаса Снуп Догга                                | Hood of Horror                   | пастор Чарли           |
| 2007—2014 | мс | Робоцып                                                 | Robot Chicken                    | разные персонажи       |
| 2008      | с  | Частная практика                                        | Private Practice                 | Генри                  |
| 2009      | ф  | Фанаты                                                  | Fanboys                          | судья Рейнхольд        |
| 2009      | с  | Главный госпиталь                                       | General Hospital                 | Туссен Дюбуа           |
| 2010      | ф  | Всё к лучшему                                           | Barry Munday                     | Лонни Грин             |
| 2011      | с  | Белый воротничок                                        | White Collar                     | Форд / Брэдфорд Томан  |
| 2012—2014 | с  | Морская полиция: Спецотдел                              | NCIS                             | Лерой Джетро Мур       |
| 2013      | с  | Американская семейка                                    | Modern Family                    | в роли самого себя     |
| 2014      | мф | Лего. Фильм                                             | The LEGO Movie                   | Лэндо Калриссиан       |
| 2014      | с  | Хор                                                     | Glee                             | Энди Коллинз           |
| 2015      | мс | Звёздные войны: Повстанцы                               | Star Wars Rebels                 | Лэндо Калриссиан       |
| 2017      | мф | Лего Фильм: Бэтмен                                      | The LEGO Batman Movie            | Харви Дент / Двуликий  |
| 2019      | ф  | Звёздные войны: Скайуокер. Восход                       | Star Wars: The Rise of Skywalker | Лэндо Калриссиан       |